# Vesturland
Vesturland és una de les vuit regions en què es divideix Islàndia. Es troba a l'oest de l'illa ocupant una superfície de 9.554 km² i amb una població a primer de gener de 2025 de 17.761 habitants.

## Municipis
La regió comprèn els següents deu municipis:
- Akraneskaupstaður
- Borgarbyggð
- Dalabyggð
- Eyja- og Miklaholtshreppur
- Grundarfjarðarbær
- Hvalfjarðarsveit
- Skorradalshreppur
- Snæfellsbær
- Sveitarfélagið Stykkishólmur

## Poblacions més importants
Les principals poblacions de la regió són:
- Akranes
- Borgarnes (capital de la regió)

## Llocs d'interès

### Muntanyes
- Kirkjufell[3]

### Glaceres
- Snæfellsjökull[4]
- Langjökull[5]

### Fiords
- Borgarfjörður
- Hvalfjörður

### Parcs naturals
- Parc Nacional Snæfellsjökull[6]

### Atraccions turístiques
- Península de Snæfellsnes[7]
- Safaris per albirar balenes amb sortida des d'Ólafsvík.